# Le Studio tragique
Pour plus de détails, voir Fiche technique et Distribution.
Le Studio tragique (The Studio Murder Mystery) est un film américain réalisé par Frank Tuttle, sorti en 1929.

## Fiche technique
- Titre original : The Studio Murder Mystery
- Titre français : Le Studio tragique
- Réalisation : Frank Tuttle
- Scénario : Frank Tuttle et Ethel Doherty
- Photographie : Victor Milner
- Société de production : Paramount Pictures
- Pays de production : États-Unis
- Format : Noir et blanc - 1,37:1 - Film muet
- Genre : policier
- Durée : 62 minutes
- Date de sortie : 1929

## Distribution
- Neil Hamilton : Tony White
- Doris Hill : Helen MacDonald
- Warner Oland : Anton Borka
- Fredric March : Richard Hardell
- Chester Conklin : George
- Florence Eldridge : Blanche Hardell
- Guy Oliver : MacDonald
- Donald MacKenzie : Capitaine de police Coffin
- Gardner James (en) : Ted MacDonald
- Eugene Pallette : Lieutenant Dirk